# مخطط طبقات الجو العليا

مخطط طبقات الجو العليا.

مخطط طبقات الجو العليا (بالإنجليزية: tephigram)‏ عبارة عن مخطط بياني حركي (ترموديناميكي) يستخدم في دراسة طبقات الجو العليا، حيث ى يمثل المحورالأفقي في هذا المخطط درجات الحرارة، والمحور الشاقولي قيمة ضغط سطوح الضغط، ويساعد هذا المخطط في تحديد درجة استقرار الجو، والرطوبة النسبية، وارتفاع سطوح الضغط، والتكاثف، والتجمد.